# Richard Rorty
Richard McKay Rorty (4. října 1931 New York City – 8. června 2007) byl americký filozof. Působil jako profesor komparatistiky, filozofie a humanitních věd na řadě amerických univerzit.
Díky komplexnímu intelektuálnímu zázemí chápal analytickou filozofii v širokých souvislostech a později ji odmítl, čímž si vysloužil velkou pozornost. Je významným představitelem postanalytické filozofie a patrně jedním z nejvlivnějších zástupců syntézy kontinentální a analytické filozofie, na níž pracoval zejména ve svém pozdějším díle. Často je považován za postmoderního filozofa, především kvůli myšlence, kterou šířil – a totiž, že člověk má ke všemu zaujmout ironický postoj.

## Biografie
Richard Rorty se narodil 4. října 1931 v New Yorku Jamesi a Winifred Rortyovým. Winifred byla dcerou Waltera Rauschenbusche, teologa hnutí Social Gospel. Krátce před patnáctými narozeninami se Rorty zapsal na studia na Chicagské univerzitě, získal zde bakalářský a magisterský titul v oboru filozofie a pokračoval v doktorském studiu filozofie (PhD) na Yale. Dva roky sloužil v americké armádě a poté tři roky, až do r. 1961, učil na Wellesley College.
Nato 21 let působil na Princetonu jako profesor filozofie. Roku 1982 získal Kenanovu profesuru humanitních věd (Kenan professor in Humanities) na Virginské univerzitě. V roce 1997 se Rorty stal emeritním profesorem komparatistiky a filozofie na Stanfordově univerzitě. Bylo to období jeho největší popularity, jednou dokonce žertoval, že mu byla svěřena funkce „přechodného profesora v převelice módních studiích“.
Ve své dizertaci Pojem potenciality (The Concept of Potentiality) i v první knize Obrat k jazyku (The Linguistic Turn), na níž se podílel jako editor, zastával východiska v anglosaském prostředí dominantní analytické filozofie. Postupně se však stále více zabýval pragmatismem, typicky americkým filozofickým směrem, zejména pracemi Johna Deweye. Významné práce dalších analytických filozofů jako W. V. O. Quinea a Wilfrida Sellarse podstatně změnily Rortyho myšlení. Tyto změny se odrazily v jeho další knize Filozofie a zrcadlo přírody (Philosophy and the Mirror of Nature, 1979).
Podle pragmaticé filozofie jsou propozice (věty) užitečné (smysluplné), pokud umožňují řešit nějaký problém. Rorty spojil pragmatický postoj k pravdě a dalším otázkám s filozofií jazyka pozdního Ludwiga Wittgensteina prezentovanou v jeho Filozofických zkoumáních. Podle této filozofie je (lingvistický) význam produktem společenské praxe a vztah vět (jazyka) vůči světu tak není vztahem korespondence; věty nejsou se světem „spojeny“. Ve knize Nahodilost, ironie a solidarita (Contingency, Irony and Solidarity, 1989, česky 1996) Rorty napsal:
„Pravda není tam někde venku – neexistuje nezávisle na lidské mysli – protože věty takto, tam někde venku, nemohou existovat. Tam někde venku je svět, ale popisy světa ne. Ale jenom popisy světa mohou být pravdivé nebo nepravdivé. Svět sám o sobě – bez popisu lidmi – nikoliv.”

V této knize také Rorty použil pojem „konečný slovník“ (final vocabulary):
„Všechny lidské bytosti v sobě nosí soubor slov, kterými ospravedlňují své činy, své přesvědčení a své životy. To jsou slova, ve kterých formulujeme chválu našich přátel a pohrdání našimi nepřáteli, naše dlouhodobé projekty, naše nejhlubší pochybnosti o sobě a naše největší naděje… Tato slova budu nazývat „konečným slovníkem člověka“. Ta slova jsou tak daleko, jak je možné s jazykem zajít; za nimi je jen bezmocná pasivita nebo nátlak.”

Takovéto názory přivedly Rortyho k pochybnostem o mnoha základních předpokladech filozofie a vysloužily mu nálepku postmoderního dekonstruktivisty. V osmdesátých a devadesátých letech se Rorty skutečně zaměřil na kontinentální filozofii a zabýval se dílem Friedricha Nietzscheho, Michela Foucaulta a Jacquese Derridy. K jeho pracím z této doby patří Nahodilost, ironie, solidarita (Contingency, irony, and solidarity), Úvahy o Heideggerovi a dalších: filozofické studie (Essays on Heidegger and Others: Philosophical Papers, 1991) a Pravda a pokrok: filozofické studie (Truth and Progress: Philosophical Papers, 1998). V posledních dvou knihách se Rorty snaží překonat dichotomii mezi analytickou a kontinentální filozofií; podle něj se tyto dvě tradice spíše doplňují než vylučují.
Rorty soudí, že analytická filozofie nedosáhla svých cílů a nevyřešila problémy, které si stanovila. Přesto si podle něj tato filozofie, v procesu hledání důvodů, proč tyto cíle a problémy opustit, vysloužila důležité místo v dějinách idejí. Hledání nezpochybnitelného a konečného bylo společné Edmund Husserlovi, Rudolfu Carnapovi i Bertrandu Russellovi. Analytická filozofie se jej vzdala a našla nové argumenty pro tezi, že toto hledání nikdy nemůže být úspěšné. Otevřela tím cestu, jak se vyhnout scientismu, podobně jako německý idealismus otevřel cestu, jíž se lze vyhnout empirismu.
V posledních patnácti letech života Rorty intenzivně publikoval. K vydaným pracím patří čtyři svazky filozofických studií, kniha Kudy do naší země (Achieving Our Country, 1998), politický manifest, částečně postavený na četbě Johna Deweyho a Walta Whitmana, v němž Rorty brání americkou pragmatickou levici (v českém kontextu spíše liberální střed) proti názorům, které považuje za defétistické, neliberální a nehumanistické a které ztělesňují myslitelé jako Friedrich Nietzsche, Martin Heidegger a Michel Foucault. Tito filozofové jsou podle Rortyho vinni „platonismem naruby“, jenž je svedl na cestu „velkolepé“, všeobjímající metafyzické filozofie, která byla ve skutečnosti v rozporu s jejich základním požadavkem ironičnosti a nahodilosti. Rortyho pozdní práce se věnují místu náboženství v současném světě, liberálním společenstvím a filozofii jako „kulturní politice“.
Krátce před svou smrtí napsal Rorty text Oheň života (The Fire of Life, vydán v listopadovém čísle časopisu Poetry Magazine). V něm přemýšlí o své diagnóze a útěše z poezie a dochází k závěru: „Rád bych se byl býval ve svém životě trochu více zabýval poezií. Ne ze strachu, že mi unikly pravdy, které nelze vyjádřit prózou. Takové pravdy nejsou; neexistuje nic, co by o smrti věděli Swinburne a Lanor, ale Epikúros a Heidegger ne. Spíš proto, že bych býval svůj život žil plněji, kdybych se dokázal více vyhýbat starým klišé – stejně jako kdybych byl býval měl více blízkých přátel.“
Dne 8. června 2007 Richard Rorty zemřel na rakovinu slinivky břišní.

## Rortyho filozofie
Rorty vyčítá tradiční metafyzice to, že klade přílišný důraz na esenci. Své pojetí skutečnosti proto nazývá antiesencialismem. Říká, že jsoucna nejsou určena nějakou hotovou povahou, souhrnem substanciálních vlastností, ale nepřeberným množstvím vztahů a funkcí. Jako příklad uvádí jsoucnost čísla. Číslo je jsoucno, u něhož je nemožné stanovit nějakou esenci.
Příklad: číslo 17 je menší než 22, větší než 13, je součtem 6 a 11, je odmocninou 289, je rozdílem 1 678 922 a 1 678 905 atd. Žádné z těchto určení nepodává poukaz na esenciální „sedmnáctivost“ sedmnáctky.

Podobně jako číslo chce Rorty pojímat všechny ostatní věci. Ty podle něj rovněž neurčuje nic jiného než nekonečně obsáhlá a stále se rozšiřující síť vztahů k jiným věcem.
Rorty také mluví o „egoismu čísla“ (figure of selfishness and terror,) což je „vztah, kdy je číslo zaměřeno pouze zcela samo na sebe a nerozlišuje kategorii mezi okolím a sebou...“
Uvažovat o poznání jako o představení problému, o kterém bychom mohli vést nějakou teorii, je zásadní omyl. Samotný výklad poznání je nesmysl.